# Calonectria ilicicola
Calonectria ilicicola är en svampart som beskrevs av Boedijn & Reitsma 1950. Calonectria ilicicola ingår i släktet Calonectria och familjen Nectriaceae.   Inga underarter finns listade i Catalogue of Life.